# Simca 1307
Simca 1307 – samochód osobowy klasy średniej produkowany pod francuską marką Simca w latach 1975–1979 oraz pod brytyjską marką Talbot w latach 1979–1986.

## Historia i opis modelu

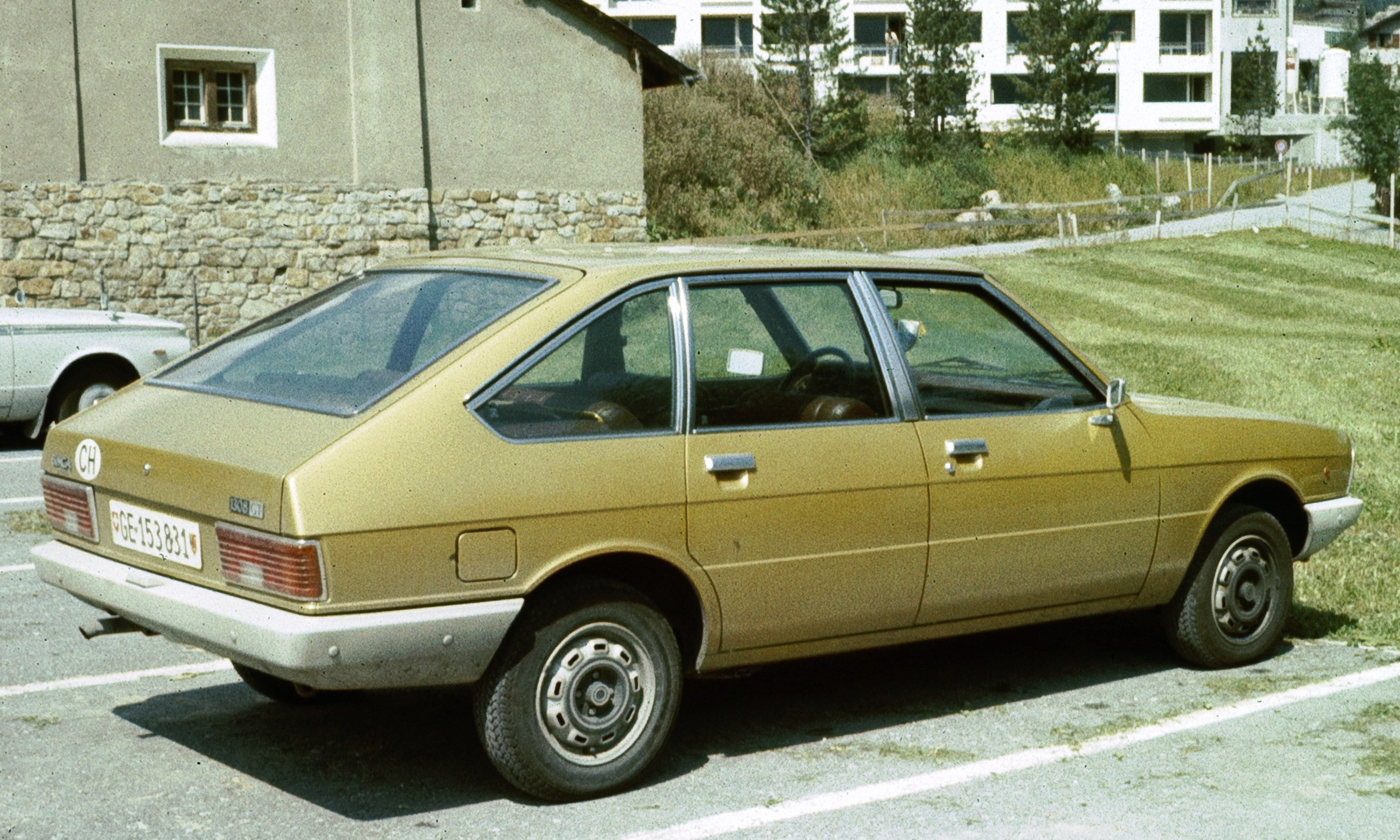
Simca 1307 – tył

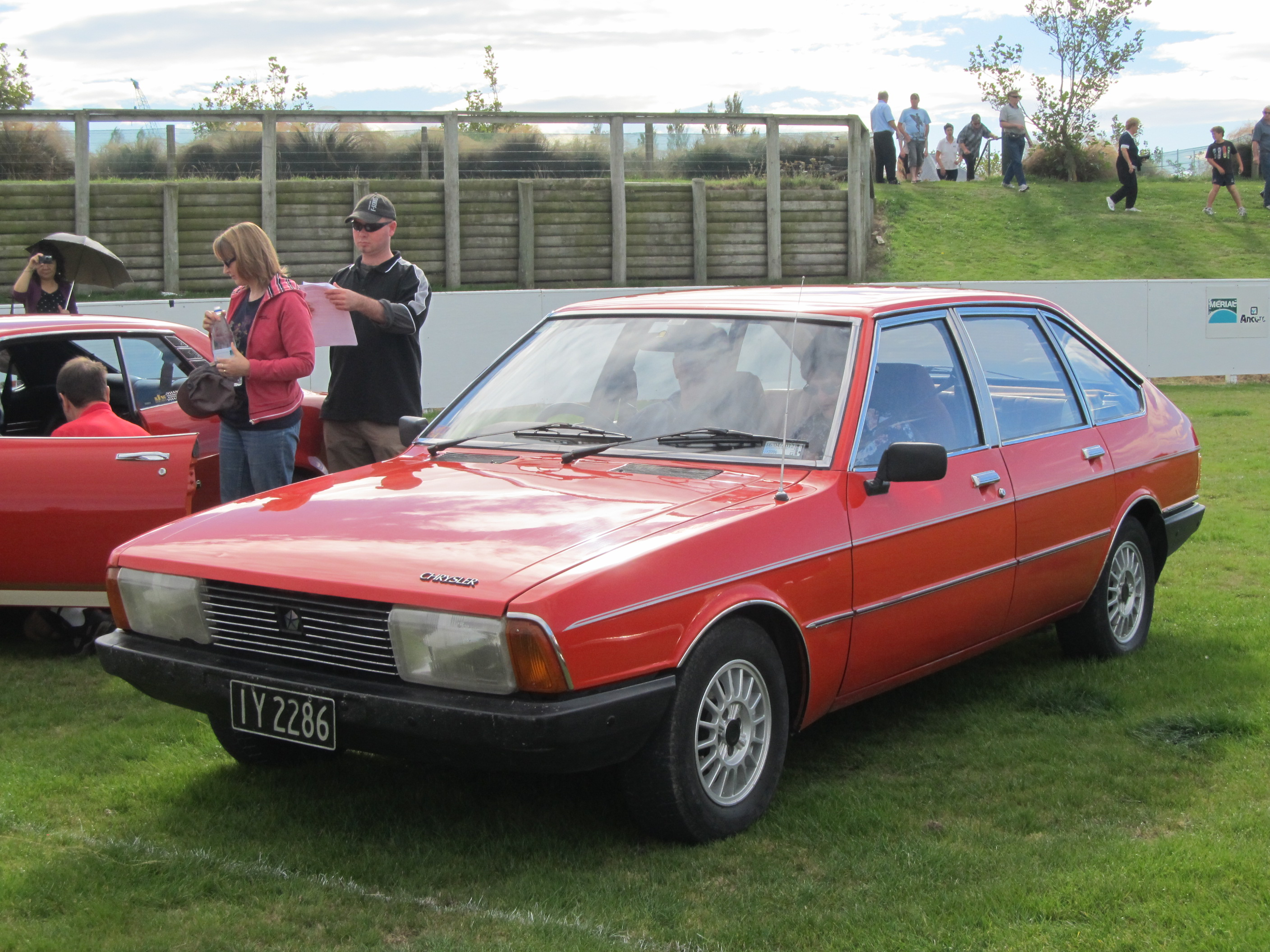
brytyjski Chrysler Alpine

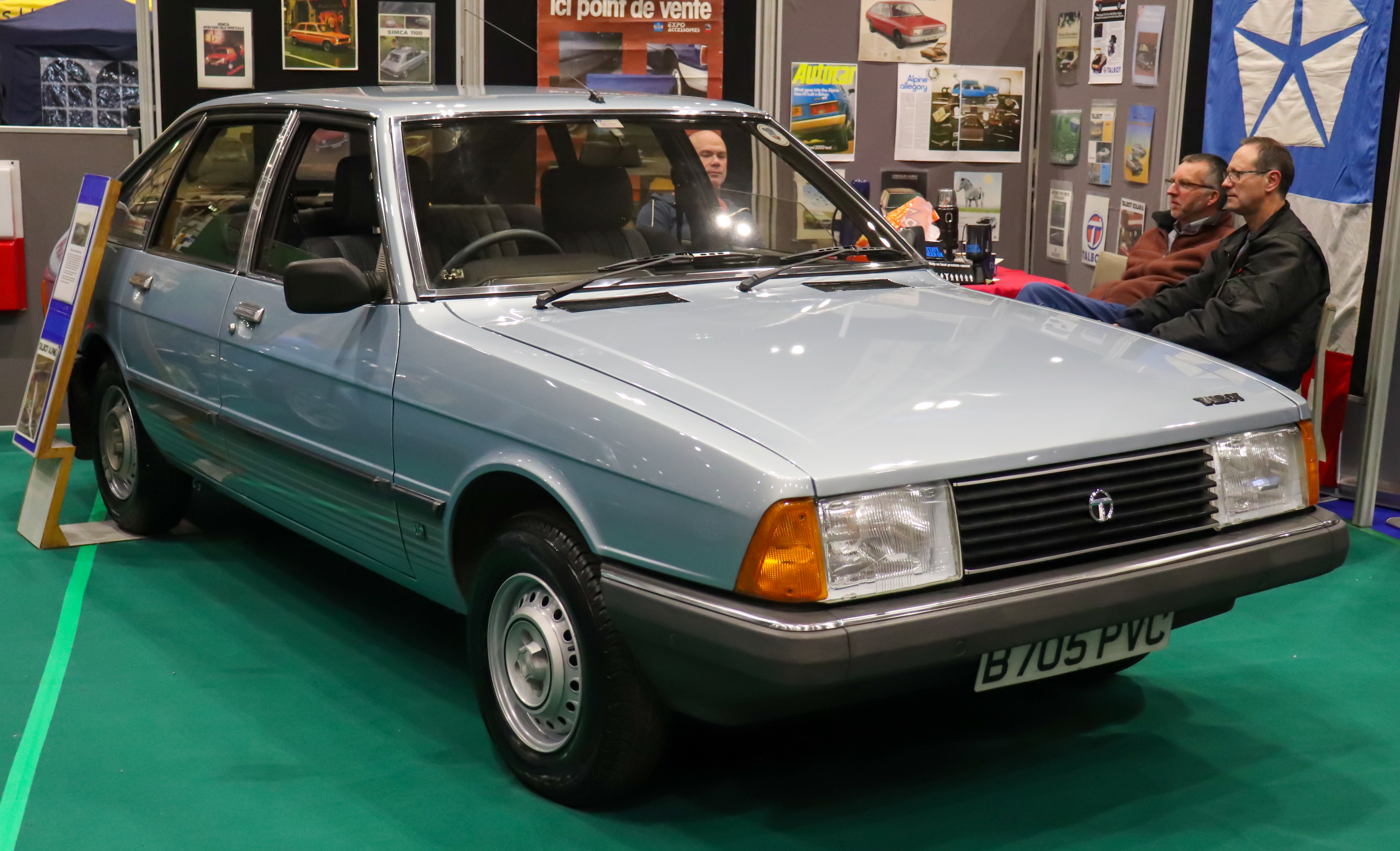
Talbot 150 – model po liftingu

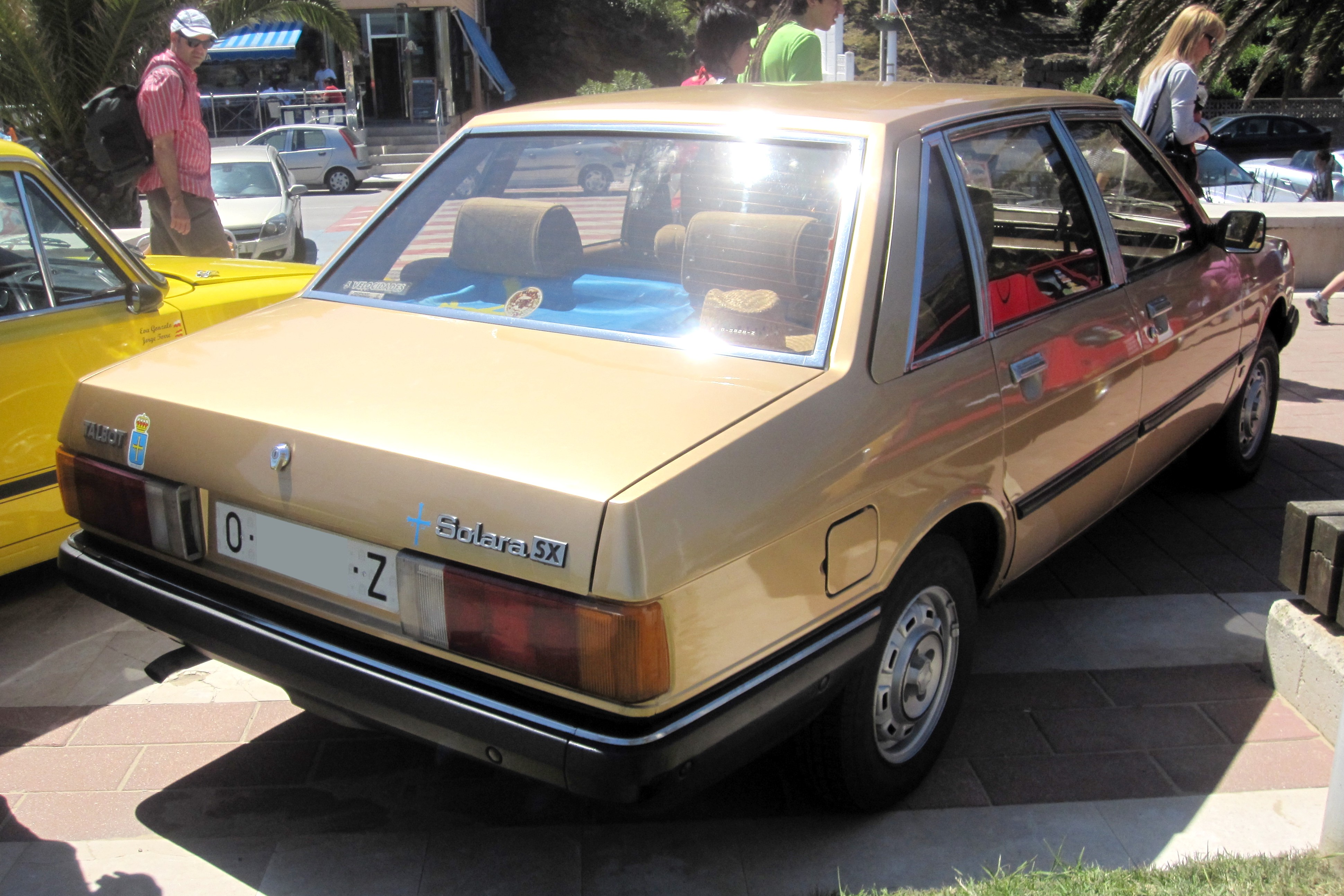
Talbot Solara

W 1975 roku Simca przedstawiła nowy model klasy średniej, którego nazwa była uzależniona pod pojemności silnika: 1307, 1308 lub 1309. W dotychczasowej ofercie ta seria zastąpiła model 1301/1501. Samochód początkowo był dostępny tylko jako 5-drzwiowy hatchback, a do napędu używano silników R4 o pojemnościach: 1,1, 1,3, 1,4 oraz 1,6 litra. Moc przenoszona była na oś przednią poprzez 4-biegową manualną skrzynię biegów. W plebiscycie na Europejski Samochód Roku 1976 samochód zajął 1. pozycję.

### Inne rynki
Na rynku brytyjskim, a ponadto także w Irlandii oraz Nowej Zelandii samochód oferowany był pod marką Chrysler jako Chrysler Alpine, zasilając tamtejszą ofertę europejskiego oddziału tej marki znanego jako Chrysler Europe. Ponadto, na rynku hiszpańskim model ten sprzedawano jako Chrysler 150, a w Kolumbii pod marką Dodge jako Dodge Alpine.

### Zmiana nazwy
Po tym, jak francuski koncern PSA Peugeot Citroen przejął europejski oddział Chryslera, w całej Europie Simca 1307 została przemianowana na markę Talbot. Ofertę uzupełniła też 4-drzwiowa wersja sedan oferowana pod nazwą Talbot Solara.

### Dane techniczne (1.4)
- R4 1,4 l (1442 cm³), 2 zawory na cylinder, OHV[4]
- Układ zasilania: gaźnik
- Średnica × skok tłoka: 76,70 mm × 78,00 mm
- Stopień sprężania: 9,5:1
- Moc maksymalna: 86 KM (63,4 kW) przy 5600 obr./min
- Maksymalny moment obrotowy: 125 N•m przy 3000 obr./min
- Przyspieszenie 0-80 km/h: 8,9 s
- Prędkość maksymalna: 164 km/h